# Robinson di Varsavia

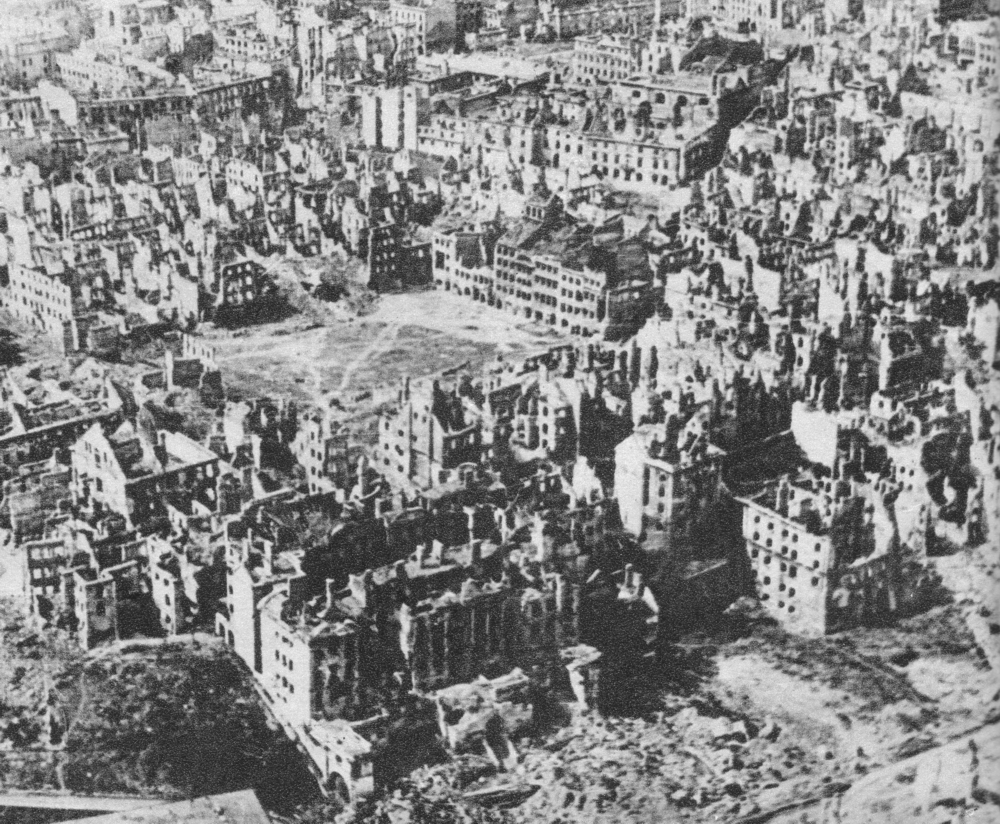
Macerie di Varsavia nel gennaio del 1945

Robinson di Varsavia è il soprannome dato alle persone che dopo la capitolazione della rivolta di Varsavia, verificatasi dal 1˚ agosto al 2 ottobre 1944, decisero di restare a Varsavia nascondendosi dai tedeschi fra le macerie della città. Molti di loro rimasero nascosti fino al 17 gennaio 1945, quando i reparti dell’Armata Rossa e dell’Esercito Popolare Polacco (in polacco: Ludowe Wojsko Polskie) entrarono nella capitale, liberando ufficialmente la città. Il più conosciuto dei "Robinson" fu Władysław Szpilman.

## Origini
Il termine "Robinson di Varsavia" apparve per la prima volta in un romanzo di fantascienza del 1937 di Antoni Słonimski, dal titolo "Le Due Estremità del Mondo" (in polacco: Dwa końce świata), quindi nel periodo precedente allo scoppio della seconda guerra mondiale.

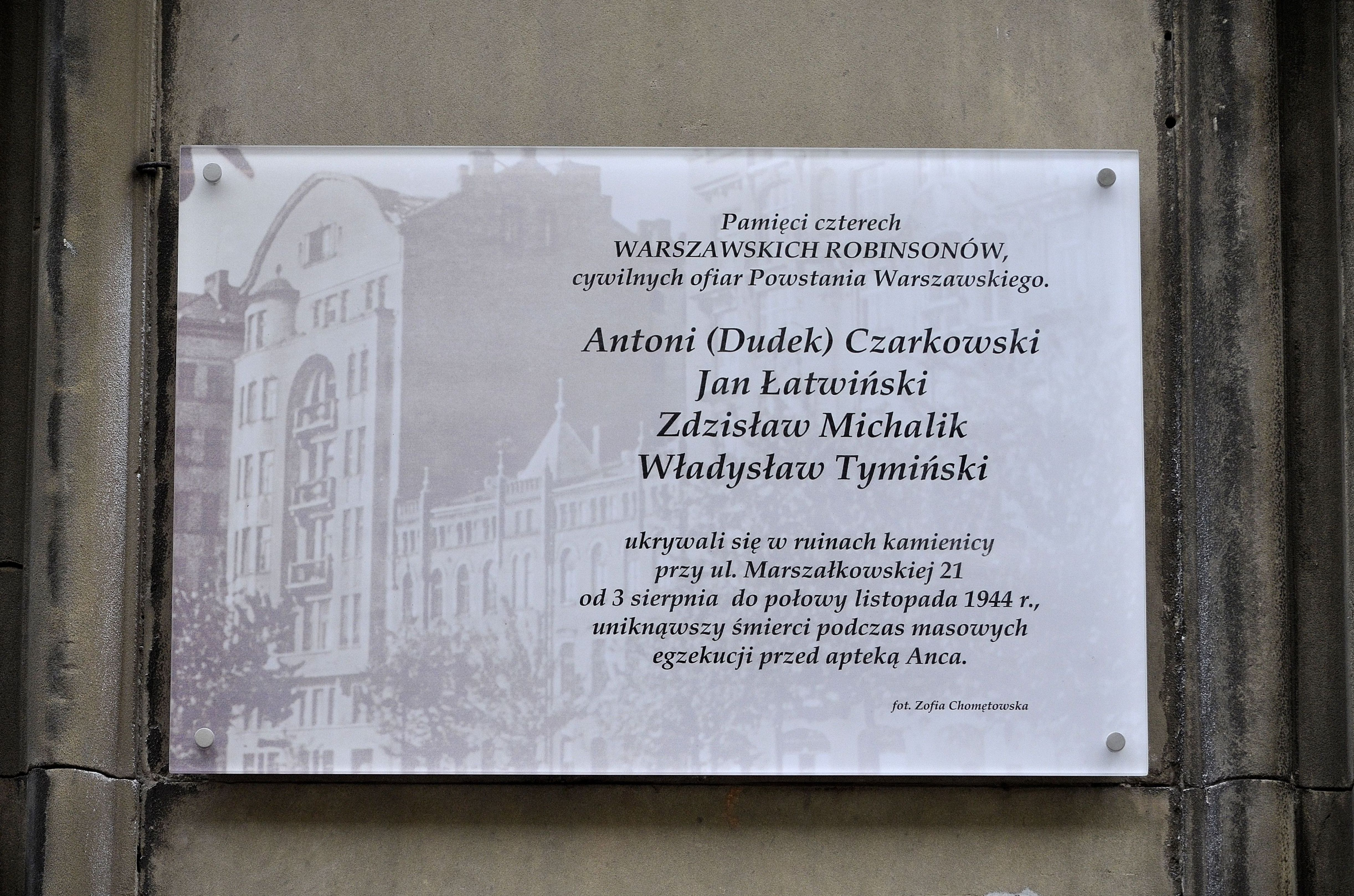
Lapide commemorativa ai quattro "Robinson di Varsavia" inaugurata nel 2015 in via Marszałkowska 21/25

Nel romanzo quasi tutto il genere umano è sterminato a causa dei "raggi blu della morte" generati da Hans Retlich, un forsennato che ritiene il progetto politico di Adolf Hitler non abbastanza radicale ("Retlich" è un anagramma imperfetto del cognome Hitler). Henryk Szwalba, commesso di libreria, per una coincidenza sopravvive all’attacco di Retlich a Varsavia. Nel titolo del capitolo quattro, l’autore chiama Szwalba "Robinson di Varsavia" e la trama del romanzo a più riprese allude al Robinson Crusoe di Daniel Defoe. Szwalba, per esempio, incontra nella Varsavia abbandonata il proprio Venerdì, un tale Chomiak, alcolista che usa un dialetto di Varsavia stilizzato, detto wiech (in polacco il personaggio Venerdì di Defoe si chiama Piętaszek).

## "Evacuazione" di Varsavia
In virtù dell’Accordo sul cessare le operazioni militari a Varsavia, stipulato il 2 ottobre 1944, tutti i civili rimasti ancora a Varsavia dovettero abbandonare la città insieme ai reparti dell’Armia Krajowa (in italiano: "Esercito Nazionale") sconfitti. La maggioranza degli abitanti superstiti partì dalla capitale già nei primi dieci giorni di ottobre. Dopo un breve periodo nel campo transitorio a Pruszków, la maggior parte di loro fu deportata in Germania oppure nei distretti dell’ovest del Governatorato Generale e costretta ai lavori forzati. L’evacuazione di feriti e malati dagli ospedali per gli insorti finì invece il 24 ottobre 1944. Lo stesso giorno evacuarono a Radom l’Amministrazione Centrale e Regionale della Croce Rossa Polacca (in polacco: Polski Czerwony Krzyż, in acronimo PCK), rimasta fino a quel momento a Varsavia. Il 25 ottobre entrò in vigore l’ordine di vietare alla popolazione civile il soggiorno nelle aree della città. Da quel momento Varsavia divenne una zona militare (Festung Warschau). I reparti del genio tedeschi iniziarono allora una devastazione sistematica della capitale polacca, appropriandosi anche degli oggetti abbandonati.
Nonostante ciò, parte della popolazione decise di non abbandonare Varsavia, nascondendosi nella città vuota e distrutta. Queste persone furono denominate i "Robinson di Varsavia", riferendosi al romanzo di Słonimski e al famoso Robinson Crusoe di Defoe. Oggi è difficile stimare precisamente quante fossero: secondo Jadwiga Marczak, circa 400, mentre secondo i calcoli di Stanisław Kopf furono circa 1000 le persone nascoste. I "Robinson" erano sia uomini che donne. Mentre ci sono informazioni sulla presenza tra di loro di persone anziane, non ce n’è nessuna sulla presenza di bambini (non includendo adolescenti) nascosti tra le macerie.
I "Robinson" decisero di restare a Varsavia per diversi motivi. C’erano per esempio persone che riuscirono a scampare alle esecuzioni di massa, organizzate nelle prime settimane della rivolta dai soldati di Reinefarth e Dirlewanger, nascondendosi fra le macerie. Essi rimasero distaccati dal mondo e per molto tempo non seppero neppure della fine dell’insurrezione. A Varsavia restò anche un gruppo di ebrei abbastanza numeroso, nonché degli insorti che non credevano nella garanzia offerta dai tedeschi sul trattamento dei prigionieri conforme alle Convenzioni dell’Aia. Rimasero poi fra loro alcuni malati e vecchi, privi della forza e del coraggio di evadere dalla città. Inoltre, nella città devastata si nascosero coloro che desideravano proseguire la lotta di resistenza contro il nemico. Per alcuni "Robinson" più giovani questo poteva rappresentare, in una certa misura, anche un aspetto avventuroso.
I "Robinson" si nascondevano per lo più in cantine oppure all'interno delle soffitte di edifici abbandonati. Di solito cercavano gli edifici più rovinati che non rischiavano di essere incendiati o fatti esplodere dalle truppe del genio tedesche. Queste cantine venivano trasformate in veri e propri bunker celati, con un afflusso di aria proveniente da fori diversi. A volte si scavavano degli ingressi nelle cantine accanto, garantendosi in tal modo una comunicazione sotterranea. Tra le macerie si trovavano persone singole nonché gruppi di più persone, qualche volta anche più di dieci. Il gruppo più numeroso, di 37 persone, si riparava nelle cantine di una casa in via Sienna. Di regola si riscontrarono i "Robinson" in tutti i quartieri di Varsavia, anche se di solito scelsero come rifugio il quartiere di Śródmieście, poi Żoliborz e Ochota.

## Condizioni di vita
Le condizioni di vita dei "Robinson" erano molto difficili: il problema principale era costituito dalla scarsità di acqua e cibo nella città semidistrutta. Inoltre, i profughi dovevano stare attenti a non rivelare la loro presenza ai tedeschi, evitando qualsiasi tipo di segnale, rumore oppure odore (come il fumo dei camini). Per questo motivo i "Robinson" potevano uscire dai rifugi solo in caso di necessità assoluta. Alcuni di loro erano feriti, anche gravemente. A questo bisogna aggiungere i problemi psicologici derivanti dalla chiusura e dall'isolamento oppure dalla convivenza forzata con poche persone. Come riportò una delle persone nascoste:
"In inverno riscaldavamo la stanza con una stufa di ferro. C’era abbastanza combustibile ma, per paura che i tedeschi vedessero il fumo, si poteva accendere la stufa solo di notte. Di giorno di solito dormivamo. Quando faceva buio, da noi cominciava la vita".
I "Robinson", eccetto casi particolari, evitavano contatti con i tedeschi; questi però consideravano gli uomini nascosti come un grande pericolo per le proprie retrovie e li trattavano come "agenti bolscevichi". Il 18 ottobre 1944 il generale Smilo von Lüttwitz, capo della 9ª Armata tedesca attiva nella zona di Varsavia, diede un ordine con cui avvisava i suoi reparti che tra le macerie della città si trovavano ancora dei polacchi insidiosi, nascosti in cantine e ruderi, i quali potevano sempre rappresentare un pericolo per le retrovie dei reparti tedeschi combattenti. Tre reggimenti di polizia – 34º, 17º e 23º – ebbero l'ordine di realizzare una retata (in polacco: łapanka) allo scopo di "pulire" tutta la città. I tedeschi di solito uccidevano sul posto i "Robinson" catturati. Una situazione particolare fu quella del 15 novembre 1944, quando i profughi catturati durante la retata furono spostati al campo di Pruszków.
Le vicende dei "Robinson" si svolsero in vari modi. Alcuni furono capaci di informare delle loro condizioni la gente all'esterno e in seguito uscirono dalla città con l’aiuto di operai polacchi (assunti dai tedeschi per svuotare Varsavia da oggetti preziosi), o con l’appoggio di impiegati del Consiglio Centrale di Assistenza (in polacco: Rada Główna Opiekuńcza, RGA, un’organizzazione di beneficenza) e la Croce Rossa Polacca. Altri vennero scovati e assassinati dai tedeschi. Alcuni "Robinson" rimasero nascosti fino alla liberazione di Varsavia dai reparti dell’Armata Rossa e l’Esercito Popolare Polacco nel gennaio del 1945.
Il più famoso dei "Robinson di Varsavia" fu il su nominato Władysław Szpilman. Per alcune settimane fra le macerie della città si ripararono anche Marek Edelman e Wacław Gluth-Nowowiejski, rispettivamente giornalista e cronista della rivolta di Varsavia.

## Film
Czesław Miłosz e Jerzy Andrzejewski scrissero una sceneggiatura in base alle memorie di Szpilman. La loro sceneggiatura venne poi radicalmente cambiata aderendo alla propaganda comunista; secondo questa versione fu girato il film Miasto nieujarzmione (il titolo in italiano sarebbe: "La città indomabile").

## Commemorazione
Il 2 ottobre 2015 su una parete dell’edificio di via Marszałkowska 21/25 venne inaugurata la lapide commemorativa ai quattro "Robinson di Varsavia": Antoni (Dudek) Czarkowski, Jan Łatwiński, Zdzisław Michalik e Władysław Tymiński, i quali si erano nascosti fra le macerie all’angolo di via Marszałkowska e Oleandrów.